# گمینا کلوچه
گمینا کلوچه (به لهستانی:  Gmina Klucze) یک گمینا در لهستان است که در شهرستان اولکوش واقع شده‌است. گمینا کلوچه ۱۱۹٫۳ کیلومتر مربع مساحت و ۱۴٬۸۹۵ نفر جمعیت دارد.